# 377
377 је била проста година.

## Догађаји
- Википедија:Непознат датум — Битка код Салицеса

- Готски рат: Глад у Доњој Мезији, коју су окупирали Готи, узима застрашујући данак. Фритигерн и његови следбеници траже помоћ, али гувернери Лупицин и Максим сматрају их грађанима другог реда. Мало помоћи долази, а хиљаде људи умиру од глади. Притисак на римску границу је и даље јак од војске Гота на Дунаву. Поред тога, групе Хуна и Алана су се такође помериле до реке.
- Цар Валенс тражи од свог нећака Грацијана да пошаље римске трупе против Гота. Он одговара слањем остарелог генерала Фригерида са елитним појачањима које Амијан Маркелин назива „панонским и трансалпским помоћним трупама (Pannonicis et Transalpinis auxiliis).“ Грацијан такође шаље Рихомера, свог франачког команданта кућних трупа (comes domesticorum), на челу бројних трупа из галске пољске војске.
- Битка код Врбе: Римљани напуштају герилску стратегију и нападају их Готи. Битка је неизвесна и обе стране трпе велике губитке. Једина римска војска која је била на располагању да се суочи са Готима више нијеу стању да се бори. Рихомер повлачи своје трупе јужно од Марцијанопола (Бугарска).
- Валенс шаље Сатурнина на Балканске планине да блокира превоје. Ове напоре вероватно подржавају јединице лимитанеја (лаке пешадије) повучене из подручја под контролом Гота. Подељени у мале групе и неспособни да се придруже Тервинзима у довољној снази да превазиђу римски кордон, Готи постају све очајнији.
- Готи склапају савез са неким Хунима и Аланима дуж Дунава и маме их преко реке. Са помереном равнотежом снага, Сатурнин концентрише своје снаге како би избегао да његова упоришта буду прегажена. Ово отвара превоје, омогућавајући Готима, Хунима и Аланима да продру у низије јужне Тракије.
- Јесен – Групе „варвара“ шире се по провинцији у потрази за храном, залихама и пленом. Већина римских трупа је збијена у градовима. Неке елитне јединице остају на бојном пољу и боре се са Готима. Једна таква акција се одвија испред града Дибалтума. Скутарска тешка коњица је уништена у лудом јуришу против Гота.
- Готи, сада тражећи војну победу како би приморали Римско царство на споразуме, циљају да истерају војску Фригерида из Береје. Он се повлачи преко Сучког (Ихтиманског) превоја назад у Илиријум и извештава Грацијана да је потребна експедиција главних царских војски да би се одбили Готи у Тракији.
- Валенс закључује мир са Персијским царством и оставља довољно трупа за одбрану источне границе. Сарацени под краљицом Мавијом се буне и уништавају део територије који се протеже од Феникије и Палестине све до Синаја (Египат). Валент успешно ставља устанак под контролу.
- Персијски краљ Шапур II потискује Хуне назад преко Кавказа.